# Борисов Володимир Миколайович
Володи́мир Микола́йович Бори́сов (1901 , Єлховка, Самарська губернія  — 1984 , Москва ) —  радянський партійний і військовий діяч, 1-й секретар Молдавського обкому КП(б)У. Депутат Верховної Ради СРСР 1-го скликання. Депутат Верховної Ради УРСР 1-го скликання. Член ЦК КП(б)У в 1938–1941 роках.

## Біографія
Народився 1901 року в селі Єлховка, тепер Бузулуцький район, Оренбурзька область, Росія в родині вчителя (за іншими даними — священика). У 1917 році закінчив три класи нижчого сільськогосподарського училища селища Александровки Бузулуцького повіту. У 1918–1919 роках — служив у Сибірській армії адмірала Колчака. У 1919 році закінчив шість класів єдиної трудової школи ІІ ступеня в місті Бузулук. У лютому — вересні 1919 року — вчитель сільської школи села Іванівки Бузулуцького повіту Самарської губернії.
У вересні 1919 — липні 1920 року — червоноармієць 14-го кавалерійського полку 3-ї Туркестанської дивізії 1-ї армії Туркестанського фронту РСЧА. У липні 1920 — січні 1921 року — діловод і заступник начальника агітаційного відділу повітового військкомату Гянджинської дивізії в місті Шуші Нагірного Карабаху. У січні — травні 1921 року — комендант району обласної військово-інженерної дистанції в місті Новочеркаську Донської області. У травні 1921 — лютому 1922 року — секретар військового комісара і секретар партійного осередку обласної військово-інженерної дистанції в місті Новочеркаську. У лютому — серпні 1922 року — інформатор 3-го полку Окремої кавказької бригади особливого призначення 1-ї Кінної армії.
Член ВКП(б) з червня 1922 року.
У серпні 1922 — травні 1925 року — начальник клубу 63-го кавалерійського полку Окремої кавказької бригади особливого призначення. У травні 1925 — серпні 1929 року — секретар партійного колективу ВКП(б) 63-го кавалерійського полку Окремої кавказької бригади особливого призначення, старший інструктор з партійної роботи організаційного відділу політичного управління Північно-Кавказького військового округу.
У серпні 1929 — 1932 році — інструктор з організаційно-партійної роботи політичного відділу 1-ї Окремої Кавказької особливої червонопрапорної бригади імені Сталіна; військовий комісар 23-го стрілецького полку; заступник начальника політичного відділу 64-ї стрілецької дивізії. У 1932–1933 року — начальник політичного відділу і помічник командира з політичної частини 64-ї стрілецької дивізії; військовий комісар 61-го кавалерійського полку 1-ї Окремої Кавказької особливої червонопрапорної бригади імені Сталіна.
У січні 1933 — лютому 1935 року — начальник політичного відділу машинно-тракторної станції (МТС) села Нестоїта Бірзульського району Молдавської АРСР.
У лютому 1935 — квітні 1937 року — 2-й секретар Котовського районного комітету КП(б)У Молдавської АРСР. У квітні — вересні 1937 року — 1-й секретар Дубосарського районного комітету КП(б)У Молдавської АРСР.
У вересні 1937 — 23 травня 1938 року — 2-й секретар Молдавського обласного комітету КП(б)У. Одночасно виконував обов'язки 1-го секретаря Молдавського обласного комітету КП(б)У.
23 травня 1938 — січень 1939 року — 1-й секретар Молдавського обласного комітету КП(б)У, одночасно 1-й секретар Тираспольського міського комітету КП(б)У Молдавської АРСР.
У січні — червні 1939 року — заступник народного комісара землеробства Української РСР по машинно-тракторних станціях (МТС).
У червні 1939 — жовтні 1940 року — член Військової ради Київського особливого військового округу. У червні — липні 1940 року — член Військової ради Південного фронту, який окупував Бесарабію і Північну Буковину.
У жовтні 1940 — липні 1941 року — 1-й заступник начальника Головного управління політичної пропаганди РСЧА Наркомату оборони СРСР. У липні 1941 року — в розпорядженні РСЧА. Заарештований 12 липня 1941 року і засуджений на 5 років виправно-трудових таборів. У квітні 1942 року виключений із членів ВКП(б).
Рішенням Президії Верховної Ради СРСР 18 лютого 1944 року достроково звільнений зі зняттям судимості та поновлений у Радянській армії. У травні — грудні 1944 року — слухач Вищих військово-стрілецьких курсів «Постріл». У грудні 1944 — березні 1945 року — в розпорядженні РСЧА.
У квітні — листопаді 1945 року — заступник командира 266-ї стрілецької дивізії 1-го Білоруського фронту. У листопаді 1945 — червні 1947 року — військовий комендант німецького міста Лейпцига Радянської військової окупаційної адміністрації. У грудні 1947 року звільнений в запас.
Заарештований 31 грудня 1947 року і засуджений на 5 років виправно-трудових таборів. Відбував покарання в Озерлазі МВС СРСР в Тайшеті. У 1954 році реабілітований.
З 1954 року — на пенсії в місті Москві. 15 липня 1981 року відновлений в членах КПРС. Помер у Москві у вересні 1984 року.

## Звання
- корпусний комісар (4.07.1939).
- армійський комісар ІІ-го рангу (20.06.1940).
- полковник (1944).

## Нагороди
- два ордени Леніна (07.02.1939, 01.03.1939).
- три ордени Червоного Прапора (22.01.1941, 13.05.1945, ?).
- орден «Хрест Грюнвальда» ІІІ ступеня (Польща).
- медалі.